# Eduard Sältzer

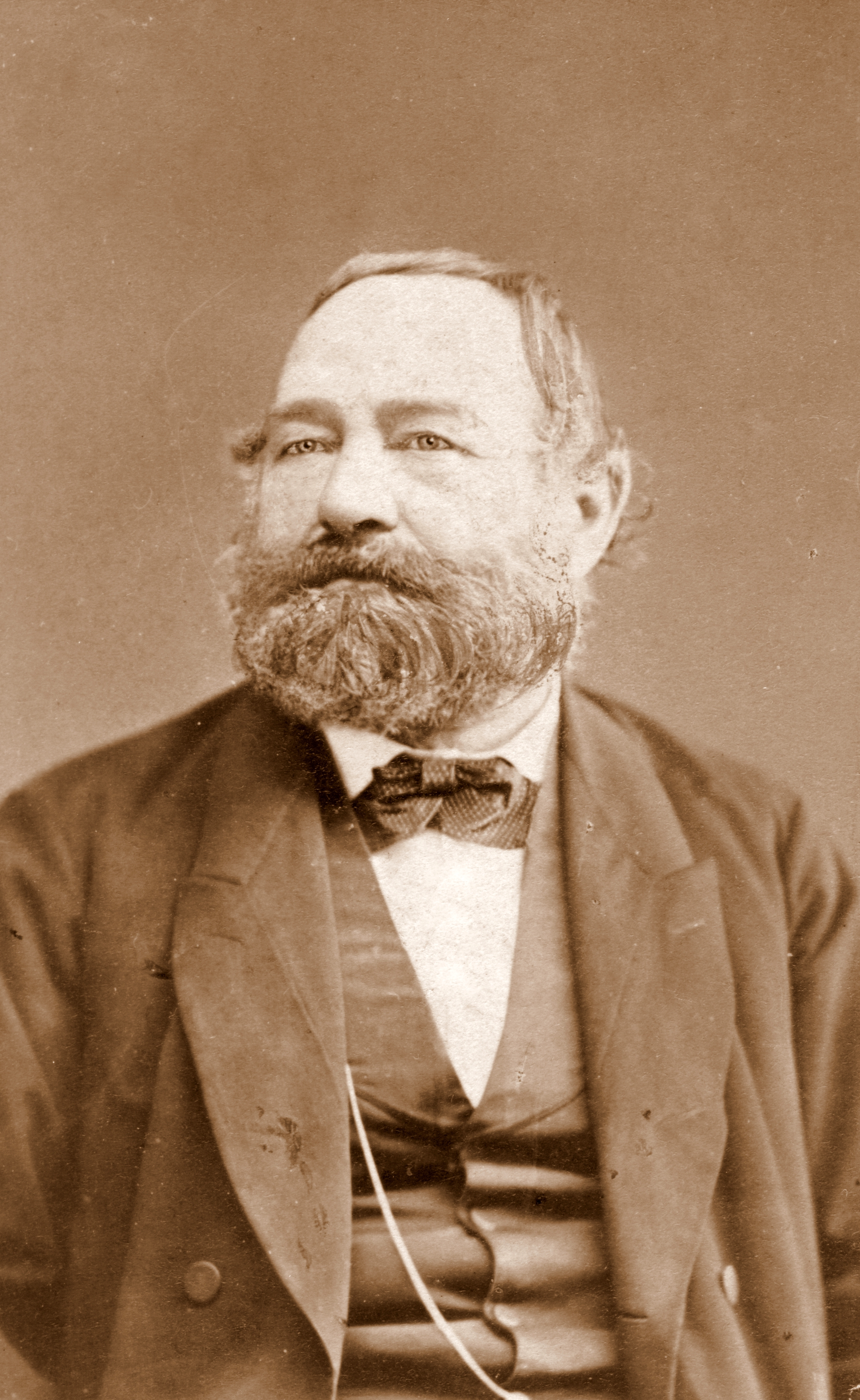
Eduard Sältzer, um 1870

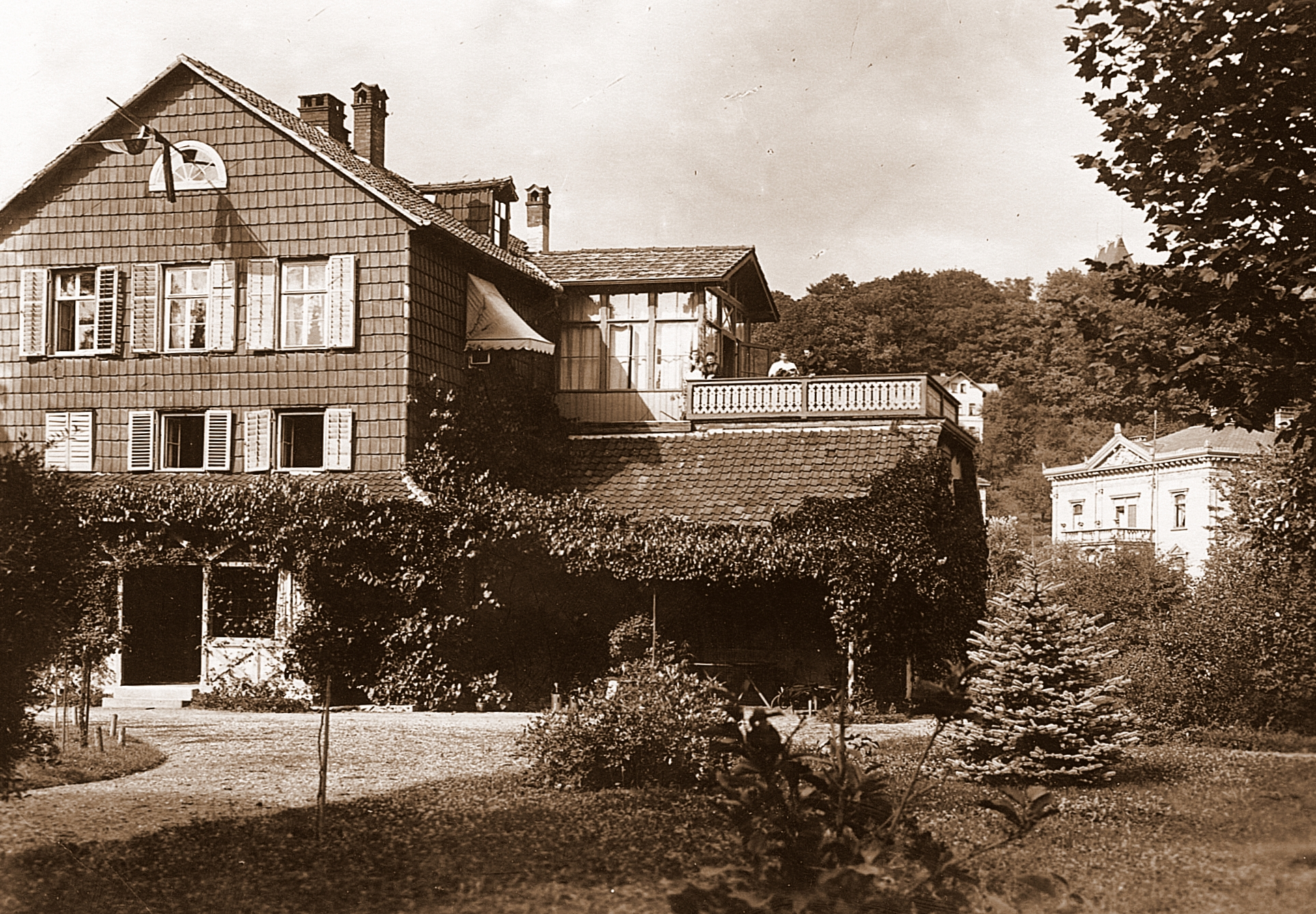
Wohnhaus des Eduard Sältzer auf dem Gelände der ehemaligen Eisenacher Ziegelei mit dem damaligen Eingang: Marienstraße 1 (heute Marienstr. 21). Im Hintergrund rechts oben die Turmdächer der Villa Pflugensberg

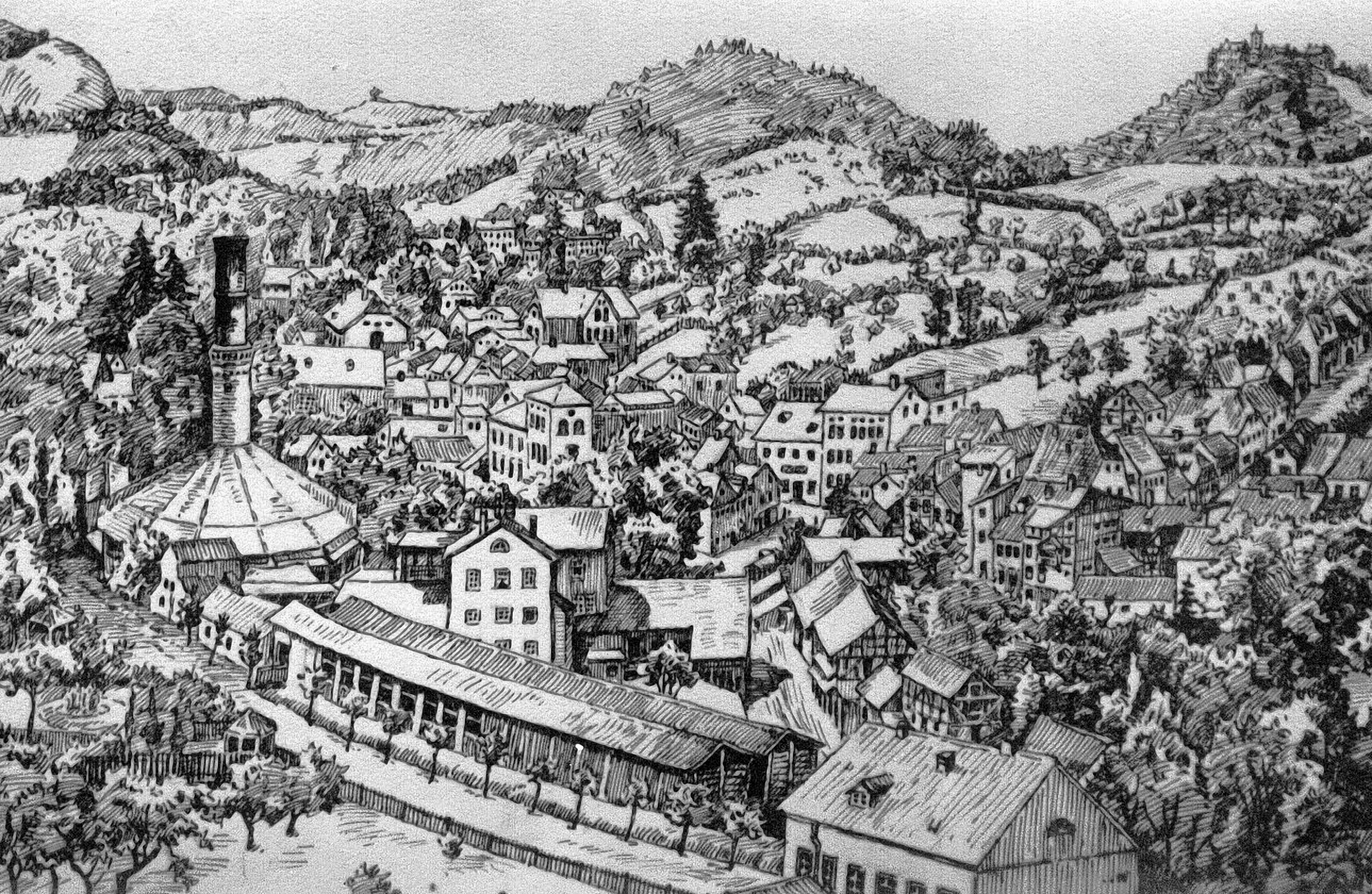
Die Eisenacher Ziegelei Sältzer mit dem Hoffmannschen Ringofen, Eingang Marienstraße 1 (heute: Marienstraße 21), im Hintergrund die Wartburg. Zeitgenössischer Stich, 1875

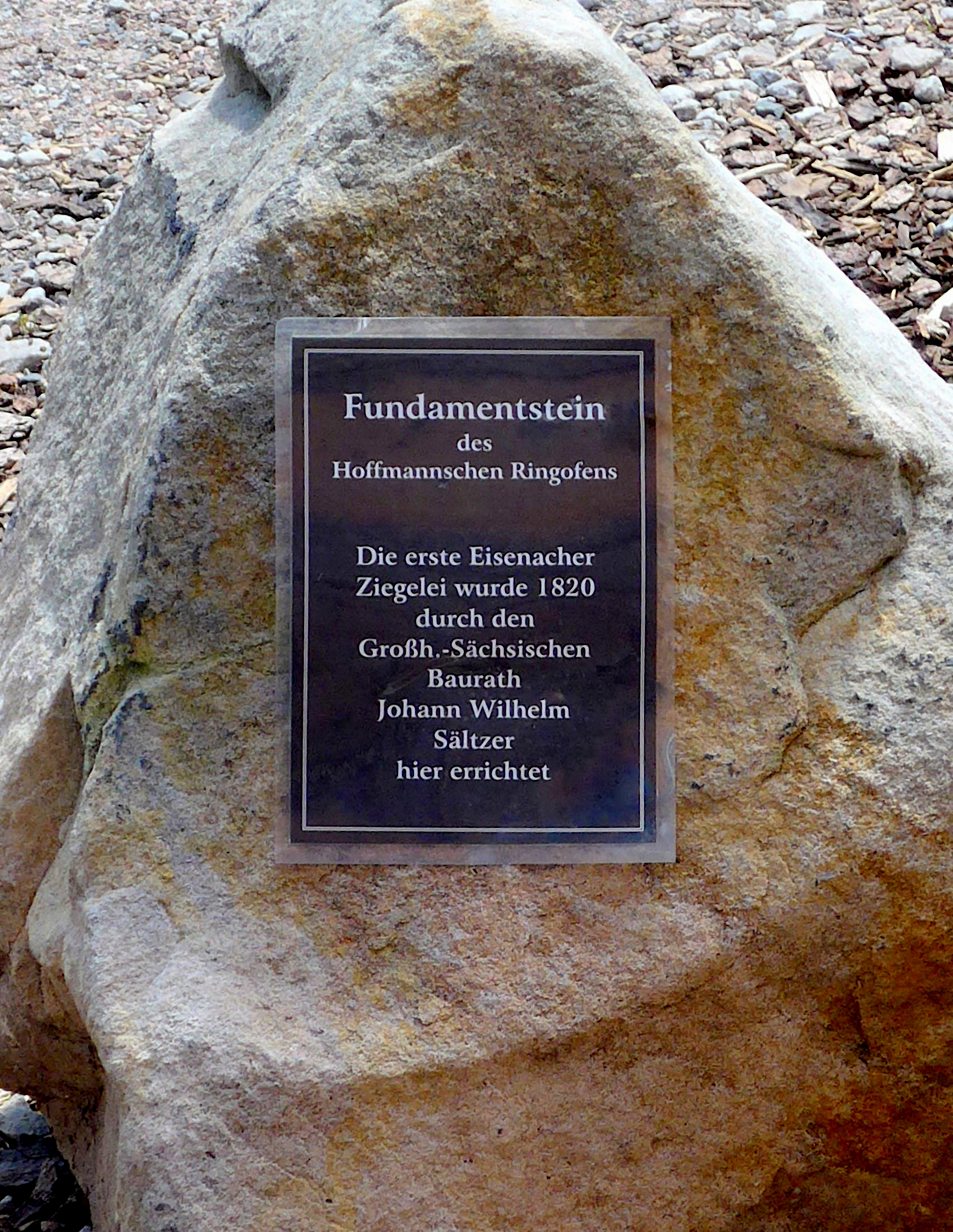
Erhaltener Fundamentstein des Ringofens, heute als Gedenkstein am ehemaligen Ziegeleieingang aufgestellt

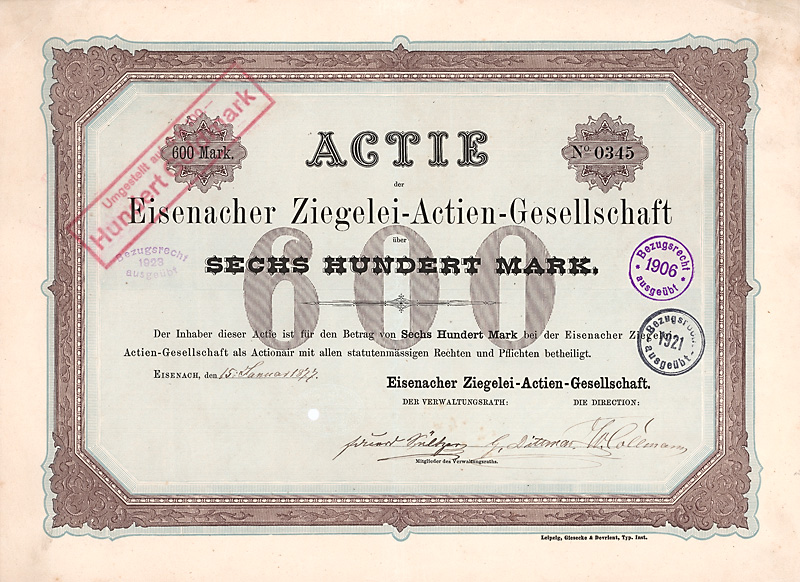
Aktie der Eisenacher Ziegelei, unterschrieben von Eduard Sältzer

Eduard Sältzer (auch Saelzer) (* 29. Januar 1811 in Weimar; † 14. Juli 1880 in Eisenach; vollständiger Name: Carl Friedrich Eduard Sältzer) war ein deutscher Architekt und Ziegelei-Besitzer. Er galt als Pionier der deutschen Ziegelindustrie, führte den Hoffmannschen Ringofen in Thüringen ein und war maßgeblich an seiner Weiterentwicklung beteiligt. Sältzer erstellte den Erschließungsplan für die neu zu bebauende Eisenacher Südstadt und trug wesentlich zur Bebauung dieses im Entstehen befindlichen Stadtteils bei. Wie sein Vater Wilhelm Sältzer war er am Neuaufbau der Wartburg im 19. Jahrhundert beteiligt.

## Leben
Eduard Sältzer wurde 1811 in Weimar als Sohn des Großherzoglich-Sächsischen Baurats Wilhelm Sältzer und seiner Frau Maria Friederike Sommer geboren. In seinem sechsten Lebensjahre erhielt er den ersten Privatunterricht, besuchte das Eisenacher Gymnasium und wurde anschließend zur Vorbereitung für seinen zukünftigen Beruf von seinem Vater bei einem Bauhandwerker in Kassel in die Lehre gegeben. Nach beendigter Lehrzeit ging er nach München und studierte bei dem Architekten Friedrich Wilhelm von Gärtner Architektur und Bautechnik.
Nach dem Studium begab er sich zusammen mit seinem jüngeren Bruder Alexander, der ebenfalls Architekt war, nach New York, wo er ausreichend Beschäftigung fand. Um sich weiterzubilden, kehrte er nach einigen Jahren nach Deutschland zurück und besuchte die Gewerbeakademie Berlin, eine Vorgängerin der heutigen Technischen Universität Berlin.
Am 17. März 1860 vermählte er sich mit Anna Carolina Maria Wittich, einer Tochter des Großherzoglich Sachsen-Weimar-Eisenachischen Kanzlers Gustav Wittich. Dieser Ehe entstammte eine Tochter Therese (1861–1943), die 1886 den nachmaligen Landtagspräsidenten Alfred Appelius heiratete.

## Werk
Nach Abschluss seines Zweitstudiums arbeitete er wiederum in New York als selbständiger Architekt, entwarf diverse kleinere und größere Bauten und leitete eine Wasserheilanstalt. Nachdem er aus Deutschland die Nachricht von einer schweren Erkrankung seines Vaters erhalten hatte, kehrte er nach Eisenach zurück und übernahm die Leitung der von seinem Vater aufgebauten Eisenacher Ziegelei. Er erkannte den Wert des Hoffmannschen Ringofens, ließ einen solchen auf dem Grundstück der Ziegelei errichten und trug in Verbindung mit dem Erfinder wesentlich zu dessen Weiterverbreitung in Thüringen bei. Viele Ringofenbesitzer aus ganz Deutschland erhielten von Sältzer Rat und Anleitung über den Betrieb und Behandlung des Ofens, mit dem er gleichzeitig Voll- und Halbsteine, Drainröhren und Dachziegel, Gips, Kalk und Zement ohne Probleme brennen konnte. Nachdem die Ziegelei einen großen Aufschwung genommen hatte, wurde sie vergrößert und in die unter seiner Leitung stehende Eisenacher Actien-Ziegelei überführt. Sältzer war Gründungsmitglied des Deutschen Vereins für Fabrikation von Ziegeln, Tohnwaren, Kalk und Cement sowie dessen Förderer.
Neben seiner Tätigkeit als Direktor der Ziegelei arbeitete Sältzer als freier Architekt in Eisenach. Er stellte 1872 den Erschließungsplan für die neu zu bebauende Eisenacher Südstadt auf, entwarf und errichtete für die aufstrebende Residenzstadt Villen und Stadthäuser, die heute noch fast vollständig erhalten sind. Wie sein Vater war er am Neuaufbau der Wartburg beteiligt.